# 绿叶山蚂蝗
绿叶山蚂蝗（学名：Desmodium intortum），又名西班牙三叶草，是一种豆科山蚂蝗属植物。这种植物原产中美洲和南美洲北部。澳大利亚引入后用作改良沿海地区草地的重要牧草之一。中国于20世纪70年代自澳大利亚引入，在广西、广东、福建等省区均已引种，表现良好。